# Chamlang
Chamlang er det næsthøjeste bjerg i Makalu Baruns nationalpark i Nepal. Toppen ligger på 7 319 meter over havet og indgår i den del af Himalaya som kaldes Mahalangur Himal.

## Beskrivelse
Chamlang ligger i Solukhumbu- og Sankhuwasabha-distrikterne. Det nærmeste bjerg er Hongku Chuli, Baruntse, Peak 41, Peak 6736 og Amphu med stigende afstande. Bjerget er afvandingsområde til Ganges og dermed til Den Bengalske Bugt. Chamlang placerer sig som nummer 78 bjerg på listen over de højeste bjergtoppe i verden.
Bjerget indgår som del i Makalu Baruns nationalpark i det beskyttede Sacred Himalayan Landscape, som hovedsageligt ligger i Nepal, men som også strækker sig ind i Sikkim og Darjeeling i Indien

## Klatrehistorie
Den første bestigningen af bjerget skete i 1962, af Hokkaido University Mount Chamlang Expedition. Klatre holdet ledes af Dr. Seiki Nakano og bestod i øvrigt af Takeo Okamoto, Susumu Koya-yashi, Toshi-kazu Nagamitsu, Hisashi Kukimura, Soh Anma och Yoshihiro Suzuki.
Via Birathnagar, Dharan, Dankuta og Gudel nåede de den svære vej i dyb sne til grundlejren, de ankom den 12. maj. Baslejren blev placeret på Mera Kharta ca. 4300 m.o.h.
Fra lejr 4 på 6300 meter højde blev Soh Anma og Pasang Putar III sendt videre mod toppen den 31. maj, som de nåede samme dag.
Dr. Seiko Nakano opsummerede ekspeditionen således: "Udstyrets samlede vægt var 2,8 tons. Vi brugte omkring 1000 meter reb og 50 meter reb stige. Selvfølgelig brugte vi ikke ilt."
Ekspeditionen vendte tilbage via en omvej til Ambu Lapcha, øst for Namche Bazaar og syd for Pankhomagaon og Gudel, til Birathnagar.
En hollandsk ekspedition med kun kvindelige medlemmer besteg Chamlang i 1989. Den bestod af Dr. Andre Boom, Myra de Rooy, Janka van Leeuwen, Gerda de Groene, Marjolein Meere og ekspeditionsleder Frederike Bloemers. Den 10. maj nåede de Groene, Meere og van Leeuwen til toppen og dagen efter også de Rooy og Bloemers.

## Eksterne links
- Peakwares hjemmeside om Chamlang.Arkiveret 16. juli 2012 hos  Wayback Machine